# Dzikowice (przystanek kolejowy)
Dzikowice – przystanek kolejowy w Dzikowicach, w woj. lubuskim, w Polsce.